# Свитязь (озеро, Беларусь)
Сви́тязь (бел. Свіцязь, пол. Świteź) — озеро в Новогрудском районе Гродненской области Беларуси. Расположено на территории Валевского сельсовета.
Площадь озера — 2,24 км², максимальная глубина — 15 м, длина — 1,7 км, наибольшая ширина — 1,6 км; объём воды — 7,76 млн м³; площадь водосбора — 14 км². Встречаются редкие формы доледниковой флоры и фауны.

## География

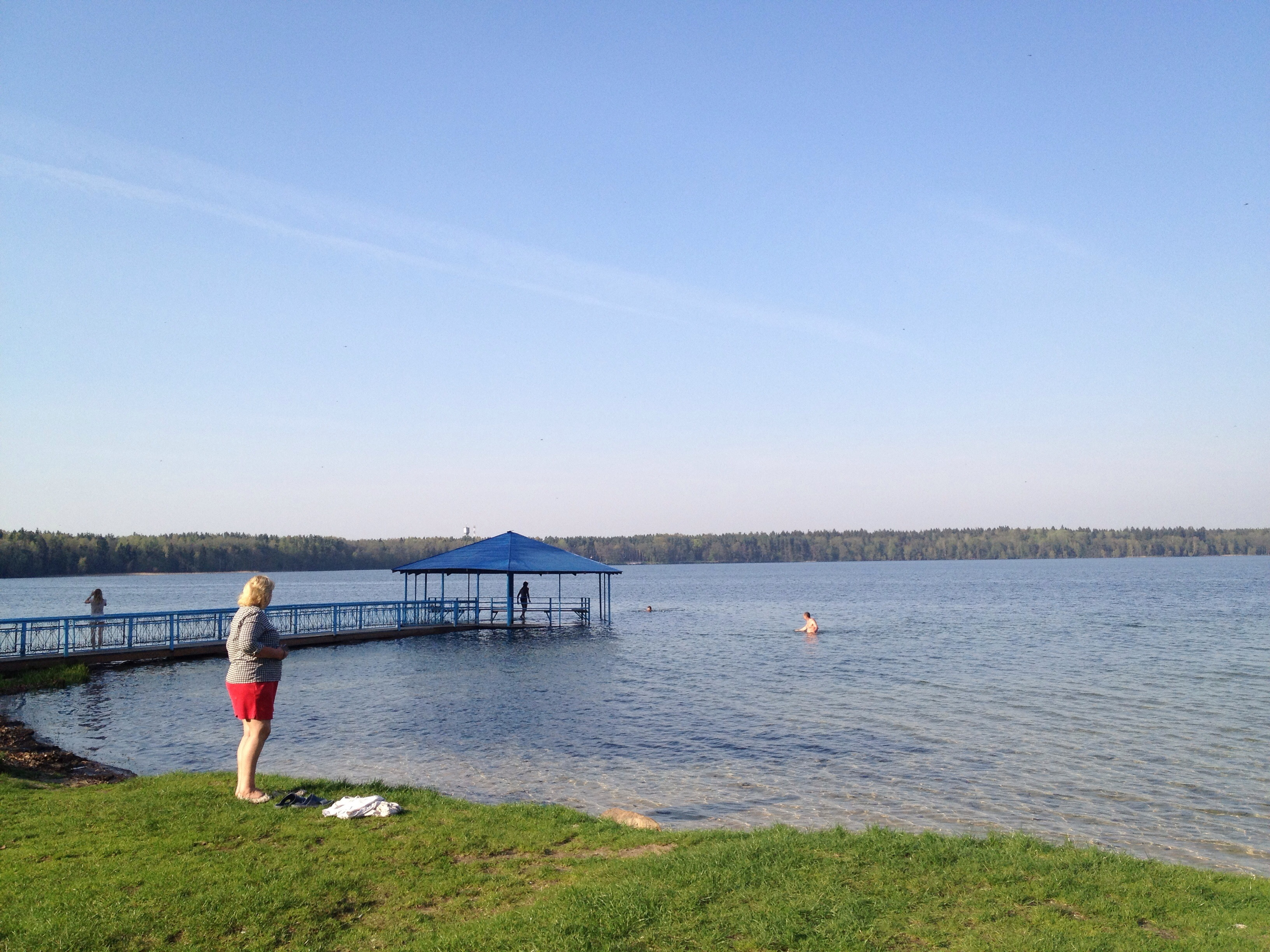
Озеро Свитязь

Данное озеро находится в бассейне реки Молчадь, почти в центре Новогрудской возвышенности, в 3 километрах к юго-востоку от деревни Валевка Гродненской области, в 22 километрах к юго-востоку от города Новогрудка. Его площадь 224 гектара и оно имеет округлую форму. Из Свитязи вытекает небольшая река Своротва. Каких-либо поверхностных водотоков (рек и ручьёв), впадающих в озеро, нет.
Озеро обрамлено массивным изумрудным ожерельем — плотным кольцом леса километровой ширины. В 1970 году озеро Свитязь и прилегающая к нему территория была объявлена Государственным ландшафтным заказником «Свитязянский», в 2007 году преобразована в Республиканский ландшафтный заказник «Свитязянский». С 2012 г. — Государственное природоохранное учреждение (ГПУ) «Республиканский ландшафтный заказник „Свитязянский“».
На берегу озера находится санаторий «Магистральный» отделение «Свитязь».
В озере произрастает множество реликтовых растений: лобелия Дортмана, наяда гибкая, полушник озёрный и редкий прибрежник одноцветковый — Litorella uniflora (L.) Aschers., произрастающий на территории Беларуси только в озере Свитязь.
В зоопланктоне озера множество видов, типичных сейчас для северных озёр, и среди них также реликты эпохи «Великой зимы».
Но самым загадочным представляется наличие в озере очень редкой растительной формы тетрадиниум яваникум (Tetradinium javanicum Geitl.), которая описана только для Явы, и обитание здесь моллюска — планорбис стельмахтикус, известного только для озёр Франции, Бельгии и Германии.
Озеро Свитязь объявлено заказником вместе с лесным массивом площадью 847 гектаров. Здесь смешанные насаждения из дуба, ели, граба, ясеня, клёна, осины на небольших площадях чередуются с чистыми сосняками, ольшаниками, березняками, образуя более 25 различных типов леса.
В хорошо сохранившихся лесах много черники, брусники, земляники, а в лесных зарослях среди большого разнообразия травянистой растительности — редкие орхидеи — любка зелёноцветковая, пыльцеголовник длиннолистный, пыльцеголовник красный и др.

## Легенда о возникновении

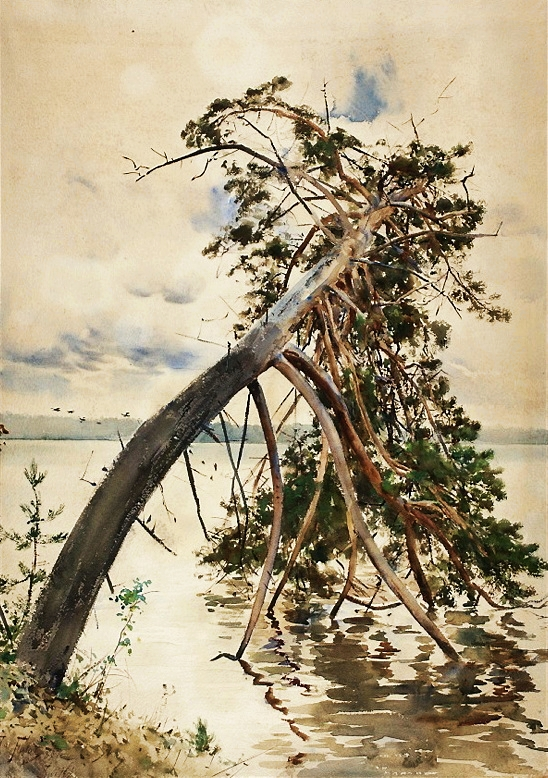
Картина «Свитязь» польского художника Юлиана Фалата

Свитязь — озеро карстового происхождения. Образовалось оно в результате провала четвертичных отложений в подземные пустоты. Утверждение геологов о происхождении этого уникального водоёма вполне согласуется с легендой, использованной Адамом Мицкевичем в балладе «Свитязь». Легенда гласит, что во времена первого великого князя литовского Миндовга (XIII век) на месте озера стоял город Свитязь, в котором правил князь Туран. Во время войны Миндовг вызвал свитяжскую дружину на помощь в обороне Новогрудка. Туран, подчиняясь своему долгу, оставил город на женщин, стариков и детей. Когда к Свитязи подошла вражеская рать, жители решили оказать сопротивление, но не имея возможности удержать город, они стали поджигать свои дома. В этот момент город провалился в озеро, которое образовалось на его месте. Все жители превратились в цветы, а враги, которые прикасались к ним, умирали. Так жители Свитязи избежали позора неволи.

## В литературе и искусстве
Поэт Адам Мицкевич часто бывал в этих краях. В 1820—1821 годах появилась знаменитая баллада «Свитязь», позднее, в 1821 году, — вторая баллада «Свитязянка» и примерно в то же время третья — «Рыбка».
- Адам Мицкевич:
  - «Свитязь» в переводе Дмитрия Дмитриевича Минаева и Владимира Григорьевича Бенедиктова
  - «Свитязанка» в переводе Льва Александровича Мея;
  - «Рыбка» в переводе Владимира Григорьевича Бенедиктова;
  - «Świteź» баллада в оригинале на польском языке[5];
- Świteź, анимационный фильм студии Human Ark, 2011 г.